# Edwige Navarro
Pour les articles homonymes, voir Navarro (homonymie).
 (décembre 2024).
Si vous disposez d'ouvrages ou d'articles de référence ou si vous connaissez des sites web de qualité traitant du thème abordé ici, merci de compléter l'article en donnant les références utiles à sa vérifiabilité et en les liant à la section « Notes et références ».
Edwige Navarro est une actrice française née le 10 octobre 1974.

## Biographie
Edwige Navarro est une actrice française ayant marqué les années 1980 et 1990 avant de se reconvertir dans la gastronomie.
Sa carrière artistique débute dans la comédie musicale de Philippe Chatel, Émilie Jolie. Parallèlement, elle apparaît dans plusieurs publicités, notamment pour Ricoré. En 1986, elle est remarquée par le réalisateur Claude Lelouch, qui lui confie le rôle de Marie-Sophie enfant dans le film Attention bandits !.
Au cours de sa carrière cinématographique, Edwige Navarro collabore avec des réalisateurs de renom tels qu'Éric Rohmer et Nadine Trintignant. Son dernier film, Le Cahier volé, lui permet de partager l'affiche avec Élodie Bouchez, confirmant son talent d'actrice.
À la fin des années 1990, Edwige Navarro met un terme à sa carrière dans le cinéma pour se consacrer à sa passion pour la gastronomie, notamment dans les domaines de la restauration et des grands vins.

## Théâtre/Comédie musicale
- 1985 : Émilie Jolie, comédie musicale de Philippe Chatel, mise en scène Robert Fortune : Émilie Jolie
- 1996 : Monsieur de La Fontaine ou le Libertin de Dieu de Michèle Ressi, mise en scène Daniel Delprat, Festival de Bellac

## Filmographie

### Cinéma
- 1987 : Attention bandits ! de Claude Lelouch
- 1990 : Le Bal du gouverneur de Marie-France Pisier
- 1992 : Conte d'hiver d' Éric Rohmer
- 1992 : Le Cahier volé de Christine Lipinska

### Télévision
- 1994 : Maigret : Maigret et l'Écluse numéro 1 d'Olivier Schatzky : Aline